# 鮑里西夫 (法斯蒂夫區)
鲍里西夫（羅馬化：Borysiv）是位於烏克蘭北部的村莊，由基辅州法斯蒂夫區的赫萊瓦哈市鎮負責管轄。該村面積0.82平方公里，海拔高度184米，2001年人口234，人口密度每平方公里285.4人。